# Канадський альянс
Канадський альянс (англ. Canadian alliance, фр. l’Alliance canadienne) — канадська консервативна політична партія. Була створена 2000 року на базі Реформістської партії. До партії приєднались також деякі члени Прогресивно-консервативної партії.

## Результати виборів
| Вибори | Лідер        | Кількість кандидатів | Голоси    | %     | Місця  |
| ------ | ------------ | -------------------- | --------- | ----- | ------ |
| 2000   | Стоквелл Дей | 298                  | 3 276 929 | 25,49 | 66/301 |